# 夜香牛
夜香牛（学名：Cyanthillium cinereum）为菊科夜香牛属的植物。分布于印度（見於安得拉邦）、中南半岛、印度尼西亚、非洲、日本、台湾岛以及中国大陆的湖南、四川、福建、湖北、云南、浙江、广西、广东、江西等地，生长于海拔110米至1,800米的地区，多生长于荒地、田边、山坡旷野或路旁，目前尚未由人工引种栽培。

## 别名
假咸虾花、消山虎、伤寒草、染色草（广西） 缩盖斑鸠菊、一支香

## 藥效
有清热、除湿、止泻的功效。另外，泰國清邁大學發現夜香牛有助戒煙，而且沒有同類型西藥帶來的副作用，而夜香牛本身在泰國的草藥亦有作利尿、消腫及防止傷口感染之用。

## 外部連結
- 夜香牛, Yexiangniu（页面存档备份，存于） 藥用植物圖像數據庫 (香港浸會大學中醫藥學院) （繁體中文）（英文）